# NGC 7737
NGC 7737 este o galaxie situată în constelația Pegas. A fost descoperită în 3 octombrie 1886 de către Guillaume Bigourdan⁠(d). Se află la o distanță de 103,49 megaparseci de Pământ.